# Tybetański Parlament na Uchodźstwie

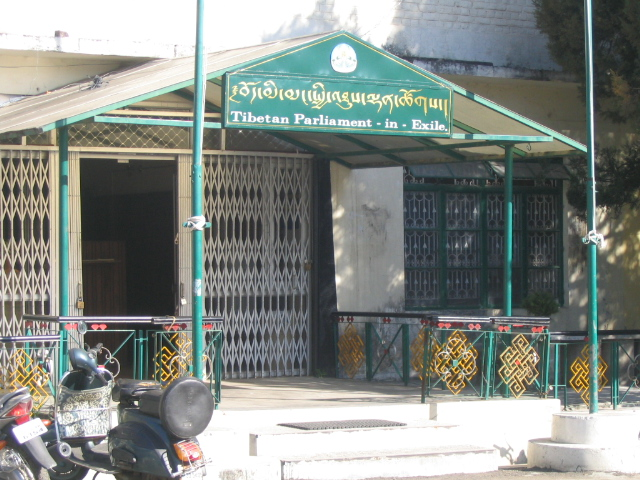
Siedziba Tybetańskiego Parlamentu na Uchodźstwie w Dharamsali

Tybetański Parlament na Uchodźstwie – jednoizbowy parlament emigracyjny podległy Centralnemu Rządowi Tybetańskiemu w Indiach.

## Historia
Jest sukcesorem powstałego w latach 70. XIX wieku Zgromadzenia Narodowego. Został utworzony 2 września 1960 przez XIV Dalajlamę Tenzina Gjaco jako Komisja Tybetańskich Przedstawicieli Ludowych (w latach 1979 – 2006 Tybetańskie Zgromadzenie Przedstawicieli Ludowych, obecna nazwa od 2006). Jego powstanie poprzedziły trwające blisko rok rozmowy i negocjacje z indyjskim rządem. Posłowie I kadencji zostali wybrani w zorganizowanych kilka miesięcy wcześniej wyborach.
Kadencja początkowo trwała 3 lata, w 1985 wydłużono ją jednak do 5 lat.

## Kompetencje[8]
Uprawnienia i obowiązki Parlamentu określa obecnie Karta Tybetańczyków na Uchodźstwie z 14 czerwca 1991. Obejmują one:
- wybór członków Kaszagu, a także możliwość odwołania któregokolwiek z nich lub też całego gabinetu
- przyjmowanie ustaw, uchwał i innych aktów prawnych oraz podejmowanie decyzji politycznych
- badanie decyzji podejmowanych przez Kaszag pod kątem ich zgodności z ustawami i innymi aktami prawnymi przyjętymi przez Zgromadzenie
- kontrolowanie finansów administracji emigracyjnej
- utrzymywanie kontaktów z rządami i parlamentami, a także z organizacjami pozarządowymi w celu zdobywania poparcia dla sprawy Tybetu
- zapewnienie sprawnego funkcjonowania Zgromadzeń Lokalnych we wszystkich osiedlach diaspory tybetańskiej
- przeprowadzanie debat na temat problemów Tybetańczyków, zarówno o zasięgu międzynarodowym, ogólnonarodowym, jak i lokalnym
- przyjmowanie skarg publicznych i petycji społeczności uchodźczej
- utrzymywanie kontaktu z Tybetańczykami, także tymi mieszkającymi na terenie Chińskiej Republiki Ludowej
- odgrywanie roli opozycji politycznej

## Skład, sposób wyboru i procedura objęcia mandatu
Obecny, XV Tybetański Parlament na Uchodźstwie liczy 42 członków:
- po 2 przedstawicieli szkół Ningma, Sakja, Kagju i Gelug oraz 2 deputowanych reprezentujących tradycję Bön
- po 10 przedstawicieli tybetańskich prowincji Amdo i Kham
- 8 przedstawicieli prowincji Ü-Tsang
- 2 przedstawicieli Tybetańczyków mieszkających w Ameryce Północnej
- 2 przedstawicieli diaspory tybetańskiej mieszkającej w Europie[9]

Liczba członków tybetańskiego parlamentu emigracyjnego w okresie jego funkcjonowania wielokrotnie ulegała zmianom. Chronologię tych zmian ukazuje poniższa tabela.
| Rok  | Deputowani |
| ---- | ---------- |
| 1960 | 13         |
| 1964 | 17         |
| 1969 | 16         |
| 1976 | 17         |
| 1982 | 12         |
| 1991 | 46         |
| 2006 | 43         |
| 2011 | 42         |

Deputowani wyłaniani są w wyborach powszechnych. Czynne prawo wyborcze posiadają wszyscy członkowie społeczności uchodźczej, którzy ukończyli 18 lat. Bierne prawo wyborcze przysługuje od 25. roku życia.
Nowo wybrani posłowie składają przysięgę według następującej roty:

Będę wypełniał swoje obowiązki jako członek TZPL (TPnU) zgodnie z literą i duchem Karty, w niczym jej nie uchybiając, nie kierując się własnym interesem, strachem, przywiązaniem ani nienawiścią, lecz altruizmem i uczciwością, dokładając wszystkich możliwych starań.

## Struktura
Na czele Parlamentu stoi Przewodniczący, wybierany wraz z zastępcą przez deputowanych na pierwszym posiedzeniu w głosowaniu tajnym. Posłowie pracują w ramach 9 komitetów, z których jeden (Stały Komitet) ma rangę organu konstytucyjnego, reprezentującego legislatywę poza sesjami. Pozostałe komitety to:
- Komitet Doradztwa Gospodarczego
- Komitet ds. Edukacji
- Komitet ds. Opieki Zdrowotnej
- Komitet ds. Praw Człowieka i Ochrony Środowiska
- Komitet ds. Rachunków Publicznych
- Komitet ds. Religijnych i Kulturalnych
- Komitet ds. Opieki Socjalnej i Osiedli
- Specjalna Komisja Prawna[14]

Organizacją prac TPnU zajmuje się Sekretariat z Sekretarzem Parlamentarnym na czele. Do obowiązków tej instytucji należy opracowywanie procedur parlamentarnych i przygotowywanie relacji z przebiegu obrad. Szczegółowe sprawozdanie z każdej sesji jest publikowane w wydawanym przez Sekretariat Biuletynie Wiadomości (około 250 stron), kolportowanym  następnie wśród diaspory.

## Funkcjonowanie
TPnU pracuje w systemie sesyjnym. Co roku zwołuje się dwie sesje zwyczajne – zimową (w marcu) i letnią (w sierpniu). Dalajlama ma także prawo zwołać sesję nadzwyczajną. Sesje trwają od 10 do 15 dni.
Porządek obrad najczęściej składa się z następujących punktów:
- Godzina Pytań
- Wystąpienia członków Kaszagu (kalonów) i poszczególnych posłów
- Uchwalanie aktów prawnych
- Głosowania nad przyznaniem dotacji i kontrola finansów publicznych
- Prace nad rozmaitymi budżetami
- Debaty nad wnioskami i wystąpieniami[18]

## Przewodniczący[19]
- Cełang Tamdin
- Njima Sangpo (1969 – 1972)
- Dzuczen Thupten Namgjal (1972 – 1976)
- Alag Dzigme Lhundup (1976 – 1979)
- Gjari Lodo Gjalcen (1979 – 1982)
- Njima Sangpo (1982 – 1987)
- Lobsang Czoden (1987 – 1988)
- Nubpa Czodak Gjaco (1988 – 1990)
- Lobsang Tenzin (1991 – 2001)
- Thupten Lungrig (czerwiec – wrzesień 2001)
- T. T. Karma Czopel (wrzesień 2001 – marzec 2002)
- Pema Jungney (2002 – 2006)
- T. T. Karma Czopel (31 maja 2006 – 30 listopada 2008)
- Penpa Cering (16 grudnia 2008 – 2016)
- Khenpo Sonam Tenphe (październik 2021 – obecnie)